# Parijs-Tours
Parijs-Tours is een Franse eendagsklassieker die verreden wordt in oktober. De wedstrijd eindigt in Tours, de startplaats is al enkele keren gewijzigd.
Het is een van de oudste wedstrijden op de professionele kalender. Deze wedstrijd vindt plaats in de herfst en heeft, net als de Ronde van Lombardije, de bijnaam ‘Klassieker van de gevallen bladeren’.
Wat betreft aantal edities is Parijs-Tours de op één na grootste profwedstrijd, na Parijs-Roubaix en gelijk aan de Ronde van Lombardije.
De klassieker loopt door Beauce, Gâtine tourangelle en de Val de Loire in de regio Centre.
De succesvolste renners zijn de Fransman Paul Maye, de Belgen Gustave Danneels en Guido Reybrouck en de Duitser Erik Zabel, met elk drie overwinningen
In 2018 werd het parcours gewijzigd. Door de gravel- en zandstroken werd het parcours zwaarder en eindigde de wedstrijd niet meer zo vaak in een massasprint.

## Geschiedenis
Parijs-Tours is een klassieke wedstrijd die al bestaat sinds 1896. Oorspronkelijk werd de wedstrijd georganiseerd door het tijdschrift Paris-Vélo om de nieuwe wielerbaan te promoten. Het was een open amateurswedstrijd voor fietsen, tandems en driewielers. Iedereen die voor 18.00 uur gearriveerd was, ontving een medaille. De winnaar kreeg een bronzen beeld van Jupiter van wel 1,4 meter hoog. Iedere deelnemer kreeg tegoedbonnen, in totaal goed voor 3 maanden abonnement op Paris-Vélo, om het publiek te vergoeden voor hulp bij materiële moeilijkheden onderweg. De eerste editie werd een succes, maar toch moest men vijf jaar wachten op de tweede en nog eens vijf jaar op de derde editie. Sinds 1906 wordt de wedstrijd ieder jaar in het najaar gehouden.
Sinds 2009 is Parijs-Tours niet meer opgenomen in de ProTour (later World Tour). Wel is het een van de meest prestigieuze wedstrijden uit de UCI Europe Tour. Vanaf 2020 is er tussen de World Tour en de Europa Tour een extra niveau toegevoegd genaamd de UCI ProSeries. Parijs-Tours is sinds de oprichting onderdeel van de UCI ProSeries.

## Weetjes
In 1965 en 1966 werd de wedstrijd zonder dérailleurs gereden.
Tussen 1974 en 1987 werd de wedstrijd in omgekeerde richting gereden en werd toen ook 'le Grand Prix d'Automne' (De Grote Herfstprijs) genoemd, als tegenhanger van Milaan-San Remo die de naam 'La Primavera' (De Lente) kreeg.
Sinds 2018 werden gravel- en grindstroken, die door de wijnvelden lopen, toegevoegd aan het parcours. Patrick Lefevere, de ploegbaas van Deceuninck-Quickstep, was zo verontwaardigd over de parcourswijziging dat hij met zijn ploeg sindsdien de wedstrijd weigert te rijden.
Parijs-Tours is een van de weinige wedstrijden die nooit gewonnen is door Eddy Merckx.. Dit bracht de winnaar van 1972 Noël Vantyghem tot de legendarische uitspraak: Samen met Eddy Merckx won ik alle klassiekers die er te winnen waren. Ik Parijs-Tours en hij al de rest.

## Parcours
De startplaats van Parijs-Tours werd al snel verplaatst naar buiten Parijs. Eerst naar Versailles en later naar Saint-Arnoult-en-Yvelines. Sinds 2009 vertrekt de wedstrijd vanuit het Departement Eure-et-Loir: Chartres in 2009, Bonneval in 2014 en Brou in 2017. Sinds 2018 is de vaste startplaats Chartres.
Het parcours bevatte een paar kleine hellingen, maar was verder vlak. De laatste drie kilometer bevat geen bochten, samen met de sterke wind die vaak waait vormde het dus het ideale scenario voor sprinters die hierdoor ook hun eigen klassieker kregen. Sinds 2018 zorgt het zwaardere parcours er echter voor dat de wedstrijd sindsdien niet meer eindigde in een massasprint.
Het parcours was oorspronkelijk 250 tot 260 km lang. In 2009 werd om financiële redenen de startplaats verplaatst van Saint-Arnoult-en-Yvelines naar Chartres. De organisatie koos ervoor het oorspronkelijke parcours in stand te houden en daardoor de wedstrijd met 30 km in te korten.

## Erelijst

### Meervoudige winnaars
Renners in het cursief gedrukt zijn renners die nu nog actief zijn.
| Overwinningen | Renner            | Land        | Jaren              |
| ------------- | ----------------- | ----------- | ------------------ |
| 3             | Gustave Danneels  | België      | 1934 + 1936 + 1937 |
| 3             | Paul Maye         | Frankrijk   | 1941 + 1942 + 1945 |
| 3             | Guido Reybrouck   | België      | 1964 + 1966 + 1968 |
| 3             | Erik Zabel        | Duitsland   | 1994 + 2003 + 2005 |
| 2             | François Faber    | Luxemburg   | 1909 + 1910        |
| 2             | Denis Verschueren | België      | 1925 + 1928        |
| 2             | Heiri Suter       | Zwitserland | 1926 + 1927        |
| 2             | Briek Schotte     | België      | 1946 + 1947        |
| 2             | Jacques Dupont    | Frankrijk   | 1951 + 1955        |
| 2             | Rik Van Looy      | België      | 1959 + 1967        |
| 2             | Jo de Roo         | Nederland   | 1962 + 1963        |
| 2             | Rik Van Linden    | België      | 1971 + 1973        |
| 2             | Joop Zoetemelk    | Nederland   | 1977 + 1979        |
| 2             | Jan Raas          | Nederland   | 1978 + 1981        |
| 2             | Ludo Peeters      | België      | 1983 + 1985        |
| 2             | Nicola Minali     | Italië      | 1995 + 1996        |
| 2             | Philippe Gilbert  | België      | 2008 + 2009        |
| 2             | Matteo Trentin    | Italië      | 2015 + 2017        |
| 2             | Jelle Wallays     | België      | 2014 + 2019        |
| 2             | Arnaud Démare     | Frankrijk   | 2021 + 2022        |

### Overwinningen per land
| Overwinningen | Land                                                             |
| ------------- | ---------------------------------------------------------------- |
| 41            | België                                                           |
| 34            | Frankrijk                                                        |
| 12            | Nederland                                                        |
| 9             | Italië                                                           |
| 5             | Duitsland                                                        |
| 4             | Denemarken                                                       |
| 3             | Luxemburg, Zwitserland                                           |
| 1             | Australië, Colombia, Ierland, Oekraïne, Spanje, Verenigde Staten |

## Jongeren -23

### Overwinningen per land
| Overwinningen | Land                 |
| ------------- | -------------------- |
| 15            | Frankrijk            |
| 6             | België, Nederland    |
| 4             | Noorwegen            |
| 1             | Denemarken, Litouwen |

## Tours-Parijs
Net als tussen 1974-1987 werd er ook op 9 april 1917 en 9 juni 1918 twee maal een wedstrijd georganiseerd in omgekeerde richting: Tours-Parijs, naast Parijs-Tours.

### Erepodium
| Jaar | 1e               | 2e               | 3e              |
| ---- | ---------------- | ---------------- | --------------- |
| 1917 | Charles Deruyter | André Noel       | Charles Juseret |
| 1918 | Philippe Thys    | Charles Mantelet | George Seres    |

1896 · 
1897 · 
1898 · 
1899 · 
1900 · 
1901 · 
1902 · 
1903 · 
1904 · 
1905 · 
1906 · 
1907 · 
1908 · 
1909 · 
1910 · 
1911 · 
1912 · 
1913 · 
1914 · 
1915 · 
1916 · 
1917 · 
1918 · 
1919 · 
1920 · 
1921 · 
1922 · 
1923 · 
1924 · 
1925 · 
1926 · 
1927 · 
1928 · 
1929 · 
1930 · 
1931 · 
1932 · 
1933 · 
1934 · 
1935 · 
1936 · 
1937 · 
1938 · 
1939 · 
1940 · 
1941 · 
1942 · 
1943 · 
1944 · 
1945 · 
1946 · 
1947 · 
1948 · 
1949 · 
1950 · 
1951 · 
1952 · 
1953 · 
1954 · 
1955 · 
1956 · 
1957 · 
1958 · 
1959 · 
1960 · 
1961 · 
1962 · 
1963 · 
1964 · 
1965 · 
1966 · 
1967 · 
1968 · 
1969 · 
1970 · 
1971 · 
1972 · 
1973 · 
1974 · 
1975 · 
1976 · 
1977 · 
1978 · 
1979 · 
1980 · 
1981 · 
1982 · 
1983 · 
1984 · 
1985 · 
1986 · 
1987 · 
1988 · 
1989 · 
1990 · 
1991 · 
1992 · 
1993 · 
1994 · 
1995 · 
1996 · 
1997 · 
1998 · 
1999 · 
2000 · 
2001 · 
2002 · 
2003 · 
2004 · 
2005 · 
2006 · 
2007 · 
2008 · 
2009 · 
2010 · 
2011 · 
2012 · 
2013 · 
2014 · 
2015 · 
2016 · 
2017 · 
2018 · 
2019 ·
2020 ·
2021 ·
2022 ·
2023 ·
2024 ·
2025